# Helsinki Roosters 2022
Questa voce raccoglie le informazioni riguardanti gli Helsinki Roosters nelle competizioni ufficiali della stagione 2022.

## Maschile

### Vaahteraliiga 2022

#### Stagione regolare
| Helsinki 14 maggio 2022, ore 16:30 1ª giornata | Helsinki Roosters | 20 – 49 (6-7 0-21 14-7 0-14) referto | Kuopio Steelers | Velodromo di Helsinki (369 spett.)\| Arbitro: \| V. Lamminsalo \| |
| Arbitro:                                       | V. Lamminsalo     |                                      |                 |                                                                   |

| Helsinki 19 maggio 2022, ore 18:30 2ª giornata | Helsinki Roosters | 57 – 6 (21-0 13-6 7-0 16-0) referto | Kotka Eagles | Velodromo di Helsinki (268 spett.)\| Arbitro: \| M. Immonen \| |
| Arbitro:                                       | M. Immonen        |                                     |              |                                                                |

| Lohja 26 maggio 2022, ore 18:30 3ª giornata | United Newland Crusaders | 6 – 42 (0-0 0-14 6-14 0-14) referto | Helsinki Roosters | Harjun kenttä (266 spett.)\| Arbitro: \| V. Lamminsalo \| |
| Arbitro:                                    | V. Lamminsalo            |                                     |                   |                                                           |

| Seinäjoki 10 giugno 2022, ore 18:30 5ª giornata | Seinäjoki Crocodiles | 24 – 12 (0-0 14-0 3-0 7-12) referto | Helsinki Roosters | Jouppilanvuoren tekonurmi (512 spett.)\| Arbitro: \| M. Immonen \| |
| Arbitro:                                        | M. Immonen           |                                     |                   |                                                                    |

| Helsinki 16 giugno 2022, ore 18:30 6ª giornata | Helsinki Roosters | 13 – 26 (0-0 7-7 6-7 0-12) referto | Helsinki Wolverines | Velodromo di Helsinki (560 spett.)\| Arbitro: \| V. Lamminsalo \| |
| Arbitro:                                       | V. Lamminsalo     |                                    |                     |                                                                   |

| Helsinki 30 giugno 2022, ore 18:30 7ª giornata | Helsinki Roosters | 42 – 28 (7-14 9-7 19-7 7-0) referto | United Newland Crusaders | Velodromo di Helsinki (325 spett.)\| Arbitro: \| M. Makarainen \| |
| Arbitro:                                       | M. Makarainen     |                                     |                          |                                                                   |

| Helsinki 7 luglio 2022, ore 18:30 8ª giornata | Helsinki Roosters | 35 – 21 (7-0 14-0 7-0 7-21) referto | Porvoon Butchers | Velodromo di Helsinki (332 spett.)\| Arbitro: \| Toijala \| |
| Arbitro:                                      | Toijala           |                                     |                  |                                                             |

| Helsinki 21 luglio 2022, ore 18:30 10ª giornata | Helsinki Wolverines | 6 – 11 (0-0 6-2 0-7 0-2) referto | Helsinki Roosters | Velodromo di Helsinki (437 spett.)\| Arbitro: \| M. Immonen \| |
| Arbitro:                                        | M. Immonen          |                                  |                   |                                                                |

| Porvoo 4 agosto 2022, ore 18:30 12ª giornata | Porvoon Butchers | 34 – 41 (14-7 6-20 6-7 8-7) referto | Helsinki Roosters | Porvoon Keskuskenttä (325 spett.)\| Arbitro: \| M. Immonen \| |
| Arbitro:                                     | M. Immonen       |                                     |                   |                                                               |

| Kotka 11 agosto 2022, ore 18:30 13ª giornata | Kotka Eagles  | 6 – 35 (0-7 0-21 0-7 6-0) referto | Helsinki Roosters | Karhulan keskuskenttä (100 spett.)\| Arbitro: \| V. Lamminsalo \| |
| Arbitro:                                     | V. Lamminsalo |                                   |                   |                                                                   |

| Helsinki 20 agosto 2022, ore 16:30 14ª giornata | Helsinki Roosters | 41 – 14 (0-7 14-0 7-7 20-0) referto | Seinäjoki Crocodiles | Velodromo di Helsinki (410 spett.)\| Arbitro: \| Toijala \| |
| Arbitro:                                        | Toijala           |                                     |                      |                                                             |

| Kuopio 26 agosto 2022, ore 18:30 15ª giornata | Kuopio Steelers | 31 – 14 (0-0 17-14 0-0 14-0) referto | Helsinki Roosters | Väinölänniemen stadion (527 spett.)\| Arbitro: \| Janhuba \| |
| Arbitro:                                      | Janhuba         |                                      |                   |                                                              |

#### Playoff
| Kuopio 2 settembre 2022, ore 18:30 Semifinale | Kuopio Steelers | 28 – 0 (0-0 14-0 7-0 7-0) referto | Helsinki Roosters | Väinölänniemen stadion (615 spett.)\| Arbitro: \| Toijala \| |
| Arbitro:                                      | Toijala         |                                   |                   |                                                              |

### Statistiche di squadra
| Competizione      | %Vittorie | In casa | In casa | In casa | In casa | In casa | In casa | In trasferta | In trasferta | In trasferta | In trasferta | In trasferta | In trasferta | Totale | Totale | Totale | Totale | Totale | Totale |
| Competizione      | %Vittorie | G       | V       | N       | P       | Pf      | Ps      | G            | V            | N            | P            | Pf           | Ps           | G      | V      | N      | P      | Pf     | Ps     |
| ----------------- | --------- | ------- | ------- | ------- | ------- | ------- | ------- | ------------ | ------------ | ------------ | ------------ | ------------ | ------------ | ------ | ------ | ------ | ------ | ------ | ------ |
| Stagione regolare | .667      | 6       | 4       | 0       | 2       | 208     | 144     | 6            | 4            | 0            | 2            | 155          | 107          | 12     | 8      | 0      | 4      | 363    | 251    |
| Playoff           | .000      | 0       | 0       | 0       | 0       | 0       | 0       | 1            | 0            | 0            | 1            | 0            | 28           | 1      | 0      | 0      | 1      | 0      | 28     |
| Totale            | .615      | 6       | 4       | 0       | 2       | 208     | 144     | 7            | 4            | 0            | 3            | 155          | 135          | 13     | 8      | 0      | 5      | 363    | 279    |

### Statistiche personali

#### Marcatori
| Giocatore    | Ruolo | TD rush | TD recv | TD int | TD p.ret | TD k.ret | TD oth | Xp1 | Xp2 | FG | Saf | Totale |
| ------------ | ----- | ------- | ------- | ------ | -------- | -------- | ------ | --- | --- | -- | --- | ------ |
| Jauhiainen   |       | 0       | 5       | 0      | 0        | 0        | 0      | 34  | 0   | 0  | 0   | 64     |
| Stancombe    |       | 9       | 1       | 0      | 0        | 0        | 0      | 0   | 1   | 0  | 0   | 62     |
| Rainio       |       | 0       | 6       | 0      | 0        | 0        | 0      | 0   | 0   | 0  | 0   | 36     |
| Nicault      |       | 0       | 5       | 0      | 0        | 0        | 0      | 0   | 1   | 0  | 0   | 32     |
| Kaasinen     |       | 3       | 1       | 0      | 0        | 0        | 0      | 0   | 0   | 0  | 0   | 24     |
| L. Pajarinen |       | 3       | 1       | 0      | 0        | 0        | 0      | 0   | 0   | 0  | 0   | 24     |
| Urjansson    |       | 3       | 1       | 0      | 0        | 0        | 0      | 0   | 0   | 0  | 0   | 24     |
| Kajander     |       | 0       | 3       | 0      | 0        | 0        | 0      | 0   | 0   | 0  | 0   | 18     |
| A. Mikkonen  |       | 1       | 1       | 0      | 0        | 0        | 0      | 0   | 0   | 0  | 0   | 12     |
| Polley       |       | 0       | 2       | 0      | 0        | 0        | 0      | 0   | 0   | 0  | 0   | 12     |
| Vehkomäki    |       | 0       | 2       | 0      | 0        | 0        | 0      | 0   | 0   | 0  | 0   | 12     |
| V. Rontu     |       | 0       | 0       | 0      | 0        | 0        | 0      | 7   | 0   | 0  | 0   | 7      |
| M. Daifi     |       | 1       | 0       | 0      | 0        | 0        | 0      | 0   | 0   | 0  | 0   | 6      |
| N. Kurki     |       | 0       | 1       | 0      | 0        | 0        | 0      | 0   | 0   | 0  | 0   | 6      |
| Väänänen     |       | 1       | 0       | 0      | 0        | 0        | 0      | 0   | 0   | 0  | 0   | 6      |
| Team         |       | 0       | 0       | 0      | 0        | 0        | 0      | 0   | 0   | 0  | 3   | 6      |
| T. Nylund    |       | 0       | 0       | 0      | 0        | 0        | 0      | 0   | 0   | 0  | 1   | 2      |

#### Passer rating
| Giocatore    | G    | Att    | Comp  | Int | Yds     | TD   | NFL    | NCAA   |
| ------------ | ---- | ------ | ----- | --- | ------- | ---- | ------ | ------ |
| Stancombe    | 11+1 | 264+18 | 143+5 | 4+0 | 2202+78 | 25+0 | 103,15 | 146,82 |
| Urjansson    | 4    | 51     | 20    | 4   | 296     | 1    | 32,80  | 78,75  |
| L. Pajarinen | 0+1  | 0+7    | 0+2   | 0+1 | 0+10    | 0+0  |        |        |
| M. Toiminen  | 1    | 1      | 0     | 0   | 0       | 0    |        |        |
| Väänänen     | 1    | 1      | 1     | 0   | 47      | 1    |        |        |
| Vehkomäki    | 1    | 1      | 1     | 0   | 4       | 1    |        |        |

## Femminile

### Naisten I-divisioona 2022

#### Stagione regolare
| Helsinki 21 maggio 2022, ore 18:00 1ª giornata | Helsinki Roosters | 2 – 31 | Jyväskylä Jaguars | Velodromo di Helsinki |

| Helsinki 26 maggio 2022, ore 14:30 2ª giornata | Helsinki Wolverines Blue | 44 – 12 | Helsinki Roosters | Velodromo di Helsinki |

| Helsinki 11 giugno 2022, ore 15:00 3ª giornata | Helsinki Roosters | 0 – 58 | Oulu Northern Lights | Velodromo di Helsinki |

| Helsinki 2 luglio 2022, ore 14:00 5ª giornata | Helsinki Roosters | 12 – 14 | Wasa Royals | Velodromo di Helsinki |

| Kotka 15 luglio 2022, ore 19:30 7ª giornata | Kotka Eagles | 40 – 6 | Helsinki Roosters | Karhulan keskuskenttä |

### Statistiche di squadra
| Competizione | %Vittorie | In casa | In casa | In casa | In casa | In casa | In casa | In trasferta | In trasferta | In trasferta | In trasferta | In trasferta | In trasferta | Totale | Totale | Totale | Totale | Totale | Totale |
| Competizione | %Vittorie | G       | V       | N       | P       | Pf      | Ps      | G            | V            | N            | P            | Pf           | Ps           | G      | V      | N      | P      | Pf     | Ps     |
| ------------ | --------- | ------- | ------- | ------- | ------- | ------- | ------- | ------------ | ------------ | ------------ | ------------ | ------------ | ------------ | ------ | ------ | ------ | ------ | ------ | ------ |
| Campionato   | .000      | 3       | 0       | 0       | 3       | 14      | 103     | 2            | 0            | 0            | 2            | 18           | 84           | 5      | 0      | 0      | 5      | 32     | 187    |
| Totale       | .000      | 3       | 0       | 0       | 3       | 14      | 103     | 2            | 0            | 0            | 2            | 18           | 84           | 5      | 0      | 0      | 5      | 32     | 187    |